# Kóger Dániel
Kóger Dániel (Székesfehérvár, 1989. november 10. –) magyar profi jégkorongozó.

## Karrier
Hétéves korában kezdett jégkorongozni az Alba Volánnál. Először a 2006–2007-es szezonban mutatkozott be a magyar bajnokságban a fiatal székesfehérvári játékosokból álló Fehérvári Titánok alakulatában. 2007-ben az osztrák EC Red Bull Salzburghoz igazolt, ahol két szezont töltött az utánpótlás, illetve a felnőtt csapatban. 2009-ben visszatért nevelőegyesületéhez, ahol egy szezont töltött. Ezt követően az Egyesült Államokban kezdett játszani. Az első tengerentúli szezonját a Central Hockey League-ban szereplő Laredo Bucks csapatában töltötte, ahol 64 mérkőzésen 29 gólt lőtt, 23 gólpasszt adott. 2011-ben egy magasabban jegyzett ligában (ECHL) jegyzett csapattal a Cincinnati Cyclones-al kötött szerződést.
2014-ben visszatért az EBEL-ben szereplő Fehérvárhoz. 
2020 februárjában a válogatott olimpiai selejtezőjén megsérült, de a szezont végig játszotta. Áprilisban megműtötték. Szeptemberben, a rehabilitációja alatt a klubjával nem tudtak megegyezni a szerződéshosszabbításról. Novemberben a Ferencváros bejelentette, hogy december elsejétől Kóger a csapat játékosa lett. 2022 júniusába a Ferencváros közölte, hogy Kóger távozik a csapattól. Ezt követően az Erste Ligánál erősebb bajnokságban szereplő csapatokkal tárgyalt, de nem kapott számára megfelelő szerződés ajánlatot. 2022 szeptemberében -néhány nappal a bajnoki rajt előtt- a Corona Brașov nyilvánosságra hozta, hogy a játékos a következő szezonban náluk szerepel.
Először a 2009-es A csoportos világbajnokságon került be a felnőtt válogatott keretébe.